# Markus Brunnermeier

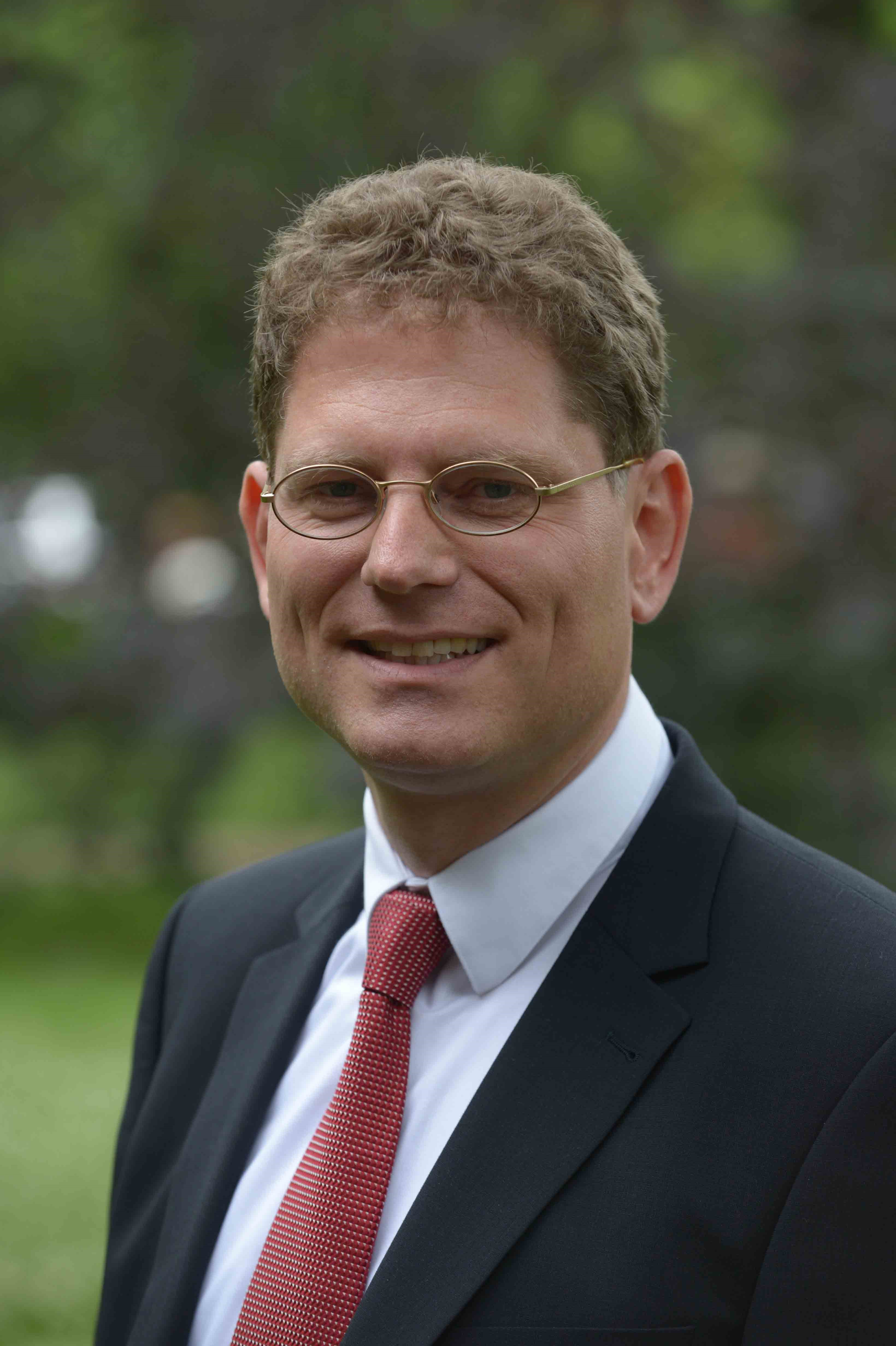
Markus K. Brunnermeier (2015)

Markus Konrad Brunnermeier (Landshut, Baviera, 22 de marzo de 1969) es un economista alemán especializado en crisis económicas y política monetaria promotor de la conocida como crisis de liquidez que ejerce como catedrático de economía en la Universidad de Princeton y asistente en el  Banco de la Reserva Federal de Nueva York. Ha sido miembro del Fondo Monetario Internacional, de la Junta Europea de Riesgo Sistémico, del Banco Federal Alemán y del CBO.

## Biografía
Iba a seguir los pasos de su padre en el negocio de la carpintería, pero empezó a trabajar en la Oficina tributaria alemana en Landshut y Múnich y se enroló en el ejército antes de estudiar economía en la Universidad de Ratisbona, un máster en la Universidad Vanderbilt y su doctorado en la Universidad de Bonn y la London School of Economics.